# .at
.at je internetová národní doména nejvyššího řádu pro Rakousko (podle ISO 3166-2:AT), je spravována NIC.AT.
.at je rozdělena na následující poddomény:
- .gv.at pro parlamentní instituce
- .ac.at pro akademické a vzdělávací instituce (registrace probíhá přes Vídeňskou Universitu).
- .co.at zamýšleno pro komerční subjekty (neomezená registrace)
- .or.at zamýšleno pro neziskové organizace (neomezená registrace)

Nicméně se jedná o pouze jeden způsob registrace. Díky tomu, že mnoho slov v angličtině končí na .at je zde možnost pro mnoho doménových hacků (.bo.at), stejně tak jsou běžné doménové hacky s at jako slovem (v angličtině k, z, apod.) (např. arrive.at).